# Brunei i olympiska sommarspelen 1996
Brunei deltog i de olympiska sommarspelen 1996 med en trupp bestående av en deltagare, men ingen av landets deltagare erövrade någon medalj.